# Witchblade: Avvento
Witchblade: Avvento (Witchblade: Advent) è una raccolta pubblicata da Panini Comics che raccoglie sei numeri della serie regolare di Witchblade usciti negli USA tra gennaio e giugno 2008. Episodi d'importanza minore rispetto all'arco narrativo di First Born, seguono le vicende di Witchblade separata tra due detentrici, Sara Pezzini e Danielle Baptiste.

## Vita in Scatola
(Witchblade 113: Life in Boxes) Sara e la piccola Hope si trasferiscono dopo che il loro appartamento è stato distrutto dalle schiere dell'Angelus. Danielle, dopo un deludente incontro con il Curatore che non le rivela molto sul suo futuro come detentrice di metà Witchblade, salva un ragazzo dall'aggressione di un gruppo di teppisti rivelando i poteri della Lama Stregata.

## L'Inquilino
(Witchblade 114: The Resident) Nel suo nuovo appartamento, Sara comincia ad assistere a strani avvenimenti, come oggetti che si spostano da soli, ma si convince che è a causa della sua stanchezza e che sia tutta autosuggestione. Dopo aver messo a letto Hope una sera scopre che i cubetti con le lettere della bambina hanno formato la scritta "Voglio un'anima" (I want a soul): entra nella camera della bambina giusto in tempo per salvarla dalle grinfie del fantasma di un'anziana donna, probabilmente una vecchia inquilina dell'appartamento.

## Divisa
(Witchblade 115: Divided) Tutto l'episodio è costruito in modo tale da seguire parallelamente le storie di Sara (sulla pagina sinistra) e Danielle (sulla pagina destra). Sara, impegnata 24 ore su 24 con Hope sventa una rapina in un negozio. Danielle inizia a frequentare David Worthy, il ragazzo che aveva salvato dai rapinatori.

## Avvento parte 1
(Witchblade 116: Advent part 1) Danielle racconta a David l'intera storia di Witchblade, partendo dalla creazione fino ai recenti sviluppi. Sara riprende a lavorare e viene subito chiamata per un caso in cui un assassino, dopo aver rapito le sue vittime, le uccide nello stesso modo degli apostoli martiri.

## Avvento parte 2
(Witchblade 117: Advent part 2) Al ritrovamento di un altro cadavere, Sara viene inseguita da una giovane giornalista, Gretch, che vuole avere informazioni sia sul caso che sul mistero che avvolge la detective. Al ritorno a casa, Sara trova ad aspettarla ragazzo di Danielle, David, che l'aggredisce con la metà di Witchblade sottratta alla ragazza. In un flashback ambientato nella Terza Crociata, si vede Kenneth Irons, il più grande nemico di Sara, all'epoca templare, bere dal Santo Graal insieme ad altri cavalieri, tra cui il figlio, e guadagnare così l'immortalità. Tra questi, un cavaliere, Sir Renaud, viene sfgurato dopo aver bevuto perché considerato colpevole e indegno.

## Avvento parte 3
(Witchblade 118: Advent part 3). David confessa a Sara di essere il figlio di Kenneth Irons, Gerard, venuto a prendersi Witchblade sia per vendicare suo padre che per sconfiggere Sir Renaud, autore degli efferati omicidi su cui Sara stava indagando: l'incontro con Danielle è stato organizzato da Gerard per sottrarle Witchblade. Gerard sconfigge Sara, ma non riesce a sottrarle Witchblade, così si reca comunque ad affrontare Sir Renaud, che vuole punirlo per essersi allontanato dalla via dei templari. Gerard sconfigge anche Sir Renaud, ma poi viene trovato da Sara e Danielle, che rientra in possesso della sua metà della Lama Stregata.